# Памятник Небесной сотне (Тернополь)
Памятник Небесной сотне (укр. Пам'ятник Небесній сотні) — памятник погибшим в ходе Революции достоинства (Евромайдана), расположенный на площади Героев Евромайдана в г. Тернополь.
Высота композиции составляет 9 метров (без постамента), сама фигура — почти 3 метра, выполнена из бронзы.
Композиция символизирует декоративный вихрь, на котором изображена незащищенная фигура юноши и ангела как символов Небесной Сотни.

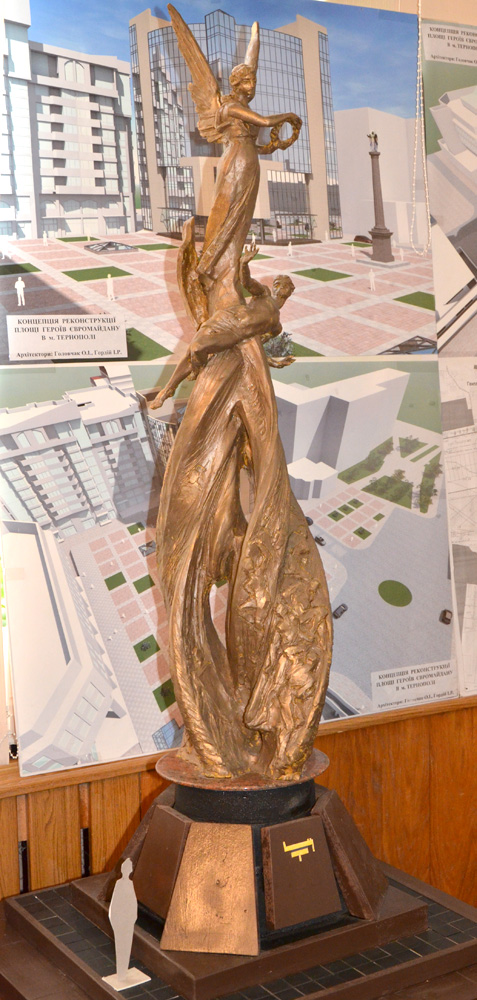
Проект памятника Небесной сотне в Тернополе

## История
По инициативе городского головы Тернополя Сергея Надала, в городе было решено возвести монумент памяти Небесной сотни. В начале марта 2014 года был объявлен открытый конкурс. Памятник было решено установить на Площади Героев Евромайдана с комплексным благоустройством территории.
В 2015 году накануне Дня независимости Украины на месте будущего памятника установили камень-напоминание. Осенью начались работы по обновлению площади и закладке фундамента под будущий памятник.
Летом 2015 года состоялся конкурс на определение лучшего проекта для памятника Небесной сотни. Победил проект скульптора Романа Вильгушинского и архитектора Ивана Жовнича.
В сентябре 2015 года исполком Тернопольского городского совета утвердил проектно-сметную документацию, по итогам которой на изготовление и установку памятника Небесной сотни было выделено из бюджета города 2 млн 441 тыс. 559 грн.
14 октября 2016 года, в День Покрова Пресвятой Богородицы и День защитника Украины в Тернополе торжественно открыли памятник Небесной Сотне. Скульптура была установлена на площади Героев Евромайдана.